# 武功爵
武功爵設于中國西漢，是汉武帝时为筹集军费，令民买爵而设。《史记·卷三十·平準書第八》：有司曰“请置赏官，命曰武功爵。”瓚曰：“茂陵中書有武功爵：一級曰造士，二級曰閑輿衛，三級曰良士，四級曰元戎士，五級曰官首，六級曰秉鐸，七級曰千夫，八級曰樂卿，九級曰執戎，十級曰左庶長，十一級曰軍衛。此武帝所制以寵軍功。”
《史记·卷三十·平準書第八》：有司曰“級十七萬，凡直三十餘萬金。諸買武功爵官首者試補吏，先除；千夫如五大夫；其有罪又減二等；爵得至樂卿：以顯軍功。”軍功多用越等，大者封侯卿大夫，小者郎吏。吏道雜而多端，則官職秏廢。
《漢書·卷二十四下·食貨志第四下》：有司“請置賞官，名曰武功爵。級十七萬，凡直三十餘萬金。諸買武功爵官首者試補吏，先除；千夫如五大夫；其有罪又減二等；爵得至樂卿，以顯軍功。軍功多用超等，大者封侯卿大夫，小者郎。吏道雜而多端，則官職秏廢。”颜师古注曰：“此下云級十七萬，凡值三十餘萬金，今瓚所引茂陵中書止於十一級，則計數不足，與本文乖矣。或者茂陵書說之不盡也。”